# Micromelum glanduliferum
Micromelum glanduliferum är en vinruteväxtart som beskrevs av B. Hansen. Micromelum glanduliferum ingår i släktet Micromelum och familjen vinruteväxter. Inga underarter finns listade i Catalogue of Life.